# Сант-Аполлинаре-алле-Терме-Нерониане-Алессандрине (титулярная диакония)
Титулярная диакония Сант-Аполлинаре-алле-Терме-Нерониане-Алессандрине (лат. Diaconia Sancti Apollinaris ad Thermas Neronianas-Alexandrinas) — титулярная церковь дважды создававшаяся, сначала как титулярная церковь, потом как титулярная диакония. 

## История
Титулярная церковь Сант-Аполлинаре — титулярная церковь, учреждённая Папой Львом X 6 июля 1517 года, когда на новой консистории от 1 июля 1517 года значительно увеличилось число кардиналов. Титулярная церковь была упразднена Папой Сикстом V 13 апреля 1587 года апостольской конституцией «Religiosa».
26 мая 1929 года Папа Пий XI, апостольской конституцией «Recenti conventione», вновь восстановил диаконию Сант-Аполлинаре-алле-Терме-Нерониане-Алессандрине, когда, согласно статье 15 конкордата между Святым Престолом и Италией, была упразднена титулярная диакония Санта-Мария-ад-Мартирес. Диакония принадлежит малой базилике Сант-Аполлинаре-алле-Терме-Нерониане-Алессандрине, расположенной в районе Рима Понте, между пьяцца Навона и палаццо Альтемпс.

## Список кардиналов-дьяконов и кардиналов-священников титулярной церкви Сант-Аполлинаре
- Джованни Баттиста Паллавичино — (6 июля 1517 — 13 августа 1524, до смерти);
- Джованни Доменико Де Купис — (17 августа 1524 — 24 мая 1529, назначен кардиналом-священником Сан-Лоренцо-ин-Лучина);
- Антонио Сансеверино, O.S.Io.Hieros — (16 мая 1530 — 5 сентября 1534, назначен кардиналом-священником Санта-Мария-ин-Трастевере);
- Агостино Спинола — (5 сентября 1534 — 18 октября 1537, до смерти);
- Джакомо Симонета — (28 ноября 1537 — 1 ноября 1539, до смерти);
- Гаспаро Контарини — (9 ноября 1539 — 15 февраля 1542, назначен кардиналом-священником Санта-Прасседе);
- Уберто Гамбара — (15 февраля 1542 — 17 октября 1544, назначен кардиналом-священником Сан-Кризогоно);
- Никколо Ардингелли — (9 января 1545 — 23 августа 1547, до смерти);
- Робер де Ленонкур — (10 октября 1547 — 11 декабря 1555, назначен кардиналом-священником Санта-Чечилия);
- Шарль I де Гиз, Лотарингский — (11 декабря 1555 — 25 декабря 1575, до смерти);

- Титулярная церковь упразднена в 1587 году.

## Список кардиналов-дьяконов и кардиналов-священников титулярной диаконии Сант-Аполлинаре-алле-Терме-Нерониане-Алессандрине
- - вакантно (1929—1935);
- Доменико Йорио — (19 декабря 1935 — 18 февраля 1946), титулярная диакония pro hac vice (18 февраля 1946 — 21 октября 1954, до смерти);
- Доменико Тардини — титулярная диакония pro hac vice (18 декабря 1958 — 30 июля 1961, до смерти);
- Хоакин Ансельмо Мария Альбареда-и-Рамонеда, O.S.B. — (22 марта 1962 — 19 июля 1966, до смерти);
- Перикле Феличи — (29 июня 1967 — 30 июня 1979), титулярная диакония pro hac vice (30 июня 1979 — 22 марта 1982, до смерти);
- Аурелио Сабаттани — (2 февраля 1983 — 5 апреля 1993), титулярная диакония pro hac vice (5 апреля 1993 — 19 апреля 2003, до смерти);
- Жан-Луи Торан — (21 февраля 2003 — 12 июня 2014), титулярная диакония pro hac vice — (12 июня 2014 — 5 июля 2018, до смерти);
- Раньеро Канталамесса — (28 ноября 2020 — по настоящее время).